# Julianów Raducki
Julianów Raducki – wieś w Polsce położona w województwie łódzkim, w powiecie rawskim, w gminie Rawa Mazowiecka. W latach 1975–1998 miejscowość administracyjnie należała do województwa skierniewickiego. Nie ma w niej sołtysa, należy do sołectwa Przewodowice. Nazwa wsi pochodzi od sąsiedniego Raducza, często bywa zastępowana zwyczajową nazwą: „Budki”.

## Położenie

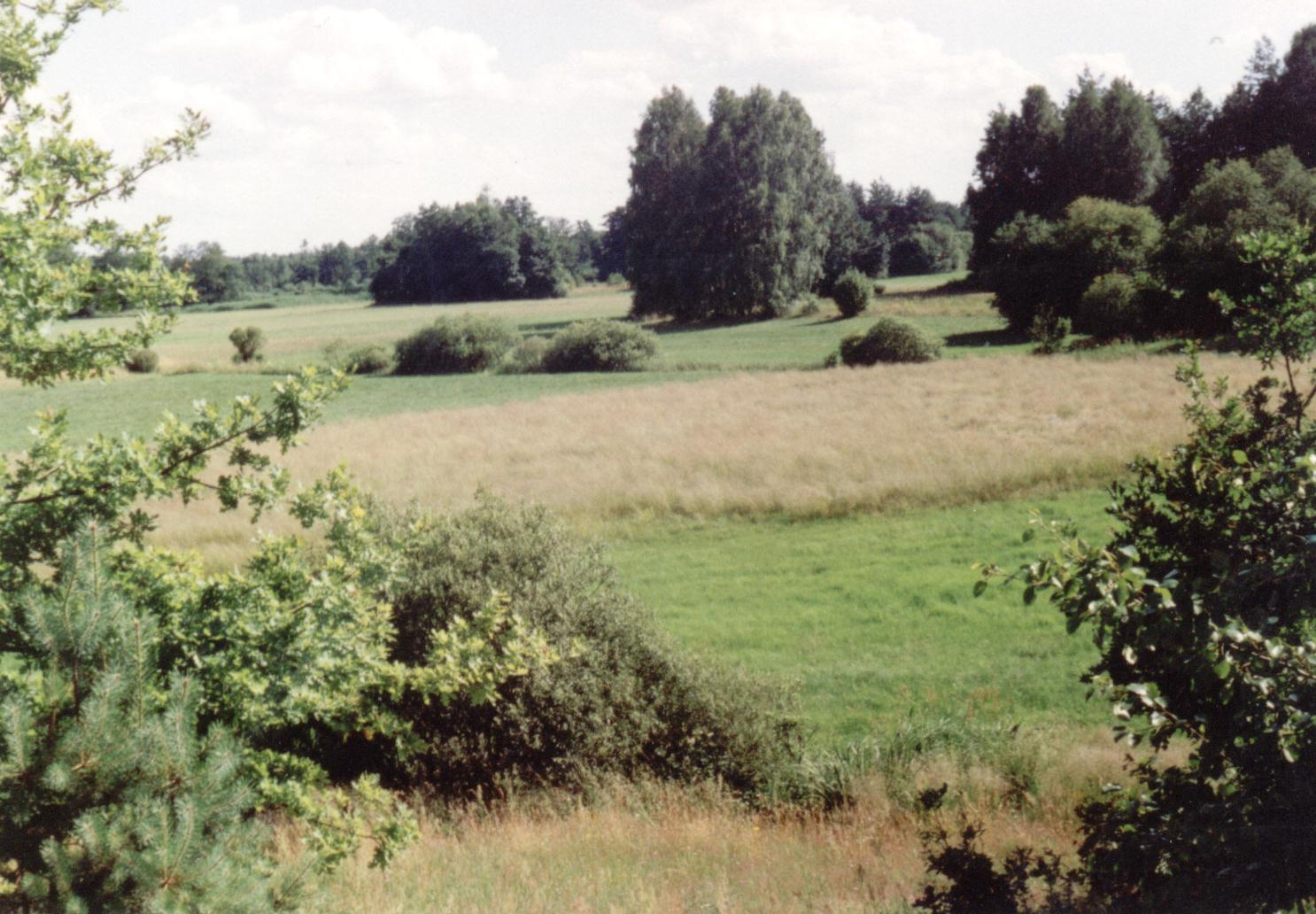
Łąki w pobliżu wsi

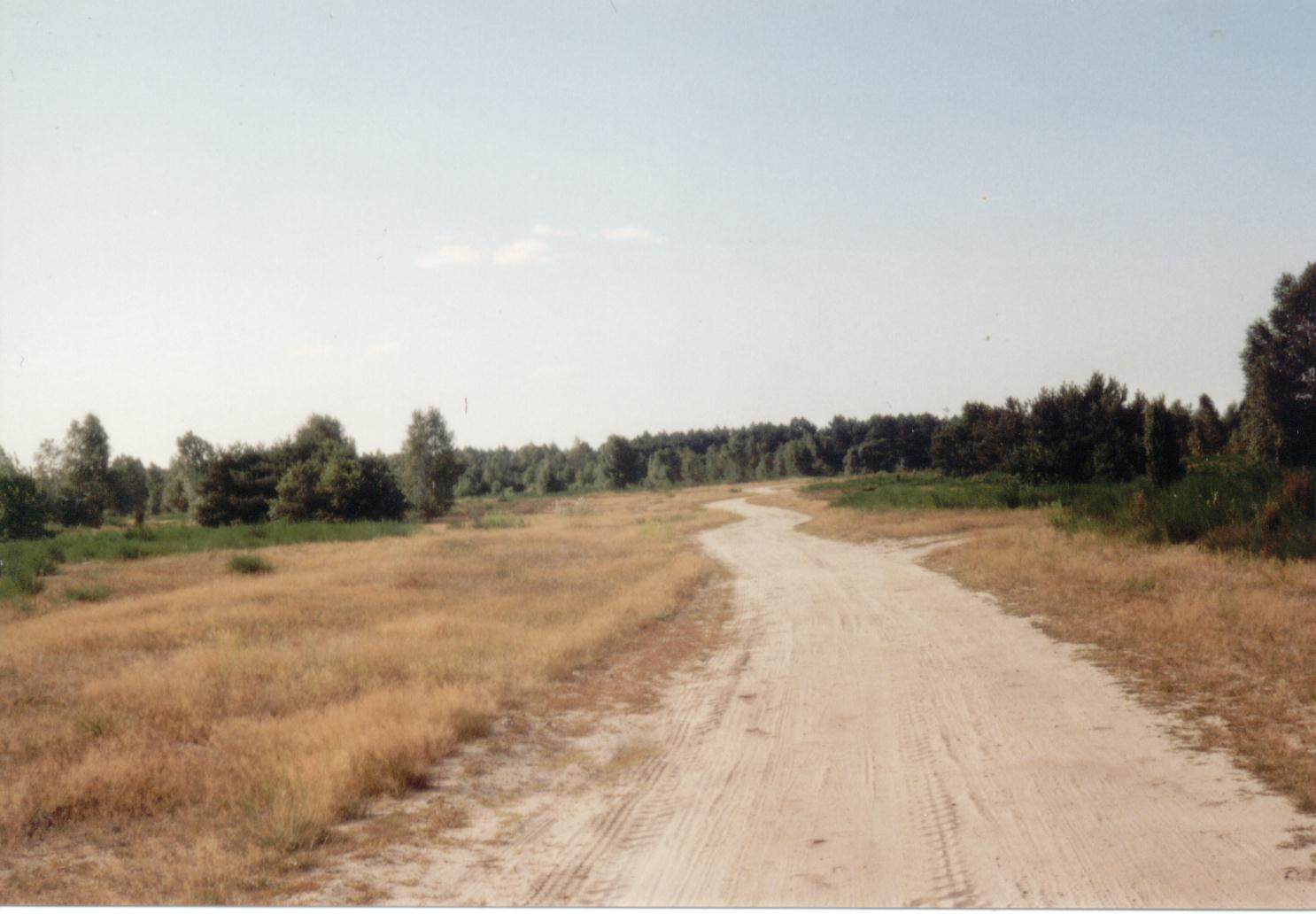
Droga w kierunku Raducza na przyległym do Julianowa Raduckiego poligonie, 1999

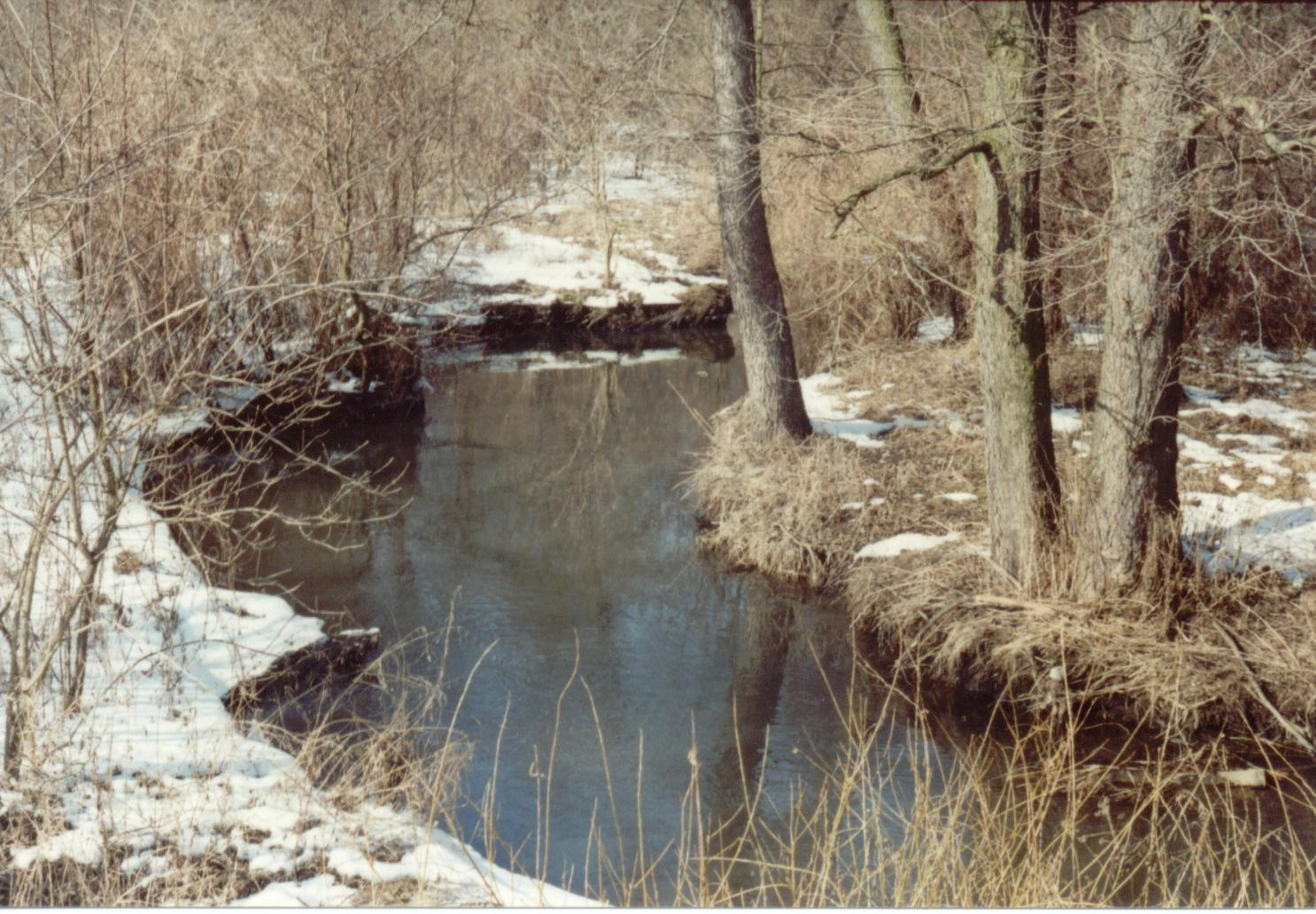
Płynąca obok Julianowa Raduckiego Białka – widok z mostu oddzielającego wieś od Przewodowic

Julianów Raducki leży na Równinie Łowicko-Błońskiej w północno-wschodniej części województwa łódzkiego. Osada położona jest w odległości ok. 1,5 km na północ od drogi ekspresowej S8 Warszawa – Katowice (tzw. Gierkówki) (numer europejski E67), ok. 70 km na południowy zachód od stolicy. Miasto wojewódzkie, Łódź, jest odległe o ok. 65 km, zaś stolica powiatu i gminy – Rawa Mazowiecka o ok. 12 km.

## Ludność
Osada ma w dużej mierze charakter letniskowy, na stałe zamieszkuje ją niespełna 15 osób. Niegdyś zaludnienie wsi było znacznie większe, jednak w latach 60. i 70. zmniejszyło się z powodu migracji ludności do miast, głównie Warszawy i Rawy Mazowieckiej, w mniejszym stopniu także do Łodzi i Skierniewic. To stamtąd obecnie pochodzi większość osób spędzających lato w osadzie. Są to niemal wyłącznie dawni mieszkańcy wioski lub ich potomkowie.
Tu urodził się i spędził ostatnie lata życia kolarz i trener Jan Marian Rzeźnicki. W czasie okupacji członek partyzantki AK. Jego starszy brat Józef – dowódca jednego z oddziałów obwodu skierniewickiego – okrążony, nie mając szansy ucieczki, odbezpieczył granat i wskutek jego wybuchu zginął.

## Charakterystyka wsi
Julianów Raducki to typowa ulicówka, długości niespełna 0,5 km, licząca ok. 30 parterowych domów, w większości murowanych. Zabudowania te stoją gęsto po obu stronach drogi, będącej osią osady. Od strony drogi szybkiego ruchu do wsi prowadzi asfaltowa szosa, przy której leżą sąsiednie Przewodowice. Szosa jednak kończy się jeszcze przed krańcem osady, a dalej na północ, do Raducza, prowadzi piaszczysta droga gruntowa. 
Z powodu niewielkiego zaludnienia i ślepego charakteru drogi dojazdowej do wsi, w osadzie nie ma przystanku żadnej linii przewozowej. Brak jest też sklepu. Najbliższy przystanek (PKS) i sklep znajdują się przy szosie katowickiej, w Przewodowicach, w odległości ok. 1,5 – 2 km od Julianowa Raduckiego.
Według podziału administracyjnego Kościoła katolickiego Julianów Raducki należy do parafii św. Antoniego Padewskiego w Babsku, wchodzącej w skład dekanatu Lubochnia, a świątynią parafialną mieszkańców Julianowa Raduckiego jest kościół pw. św. Antoniego Padewskiego w oddalonym o ok. 2,5 km. Babsku.

## Okolica
Południowy skrawek miejscowości leży nad rzeczką Białką, dopływem Rawki. Most na Białce oddziela osadę od Przewodowic. Od strony północnej do wieś graniczy z sosnowym laskiem i dawnym poligonem wojskowym. Dawniej był to teren stepowy, porośnięty trawą, wrzosami i krzewinkami, obecnie w szybkim tempie zarasta młodym lasem z przewagą sosen i brzóz (na poligonie w latach 60. nakręcono część scen serialu Czterej pancerni i pies). Z pozostałych stron osada jest otoczona przez pola uprawne, z których część – wskutek długiego odłogowania – także jest porośnięta samosiejkami drzew.